# Panorpa communis
Ruồi bọ cạp (Danh pháp khoa học: Panorpa communis) là một loài ruồi trong Bộ Cánh dài bản địa của vùng Tây Âu. Ruồi bọ cạp thuộc nhóm Dicerapanorpa còn phát triển cặp sừng hậu môn to bè giống như nọc bò cạp.

## Đặc điểm
Ruồi bọ cạp là một loài côn trùng nhưng nó lại tiến hóa ngòi như ngòi bọ cạp ở phần bụng dưới và ngòi của chúng không có ngạnh. Ruồi bọ cạp phát triển cặp sừng giúp các con đực bám chặt được vào con cái, khiến ruồi bọ cạp cái không thể chống cự hoặc chạy thoát. Sự tiến hóa này xảy ra ở một số các loài ruồi bọ cạp, do đó con đực có thể níu giữ con cái và kéo dài thời gian giao phối, cặp sừng ở hậu môn của ruồi bọ cạp là công cụ quan trọng để loài này giao phối và ruồi bọ cạp đực kiểm soát bạn tình. 

## Sinh sản
Ruồi bọ cạp đực dùng khá nhiều thời gian để tán tỉnh ruồi bọ cạp cái. Con đực tiết ra chất pheromones nhằm mời gọi, hấp dẫn con cái. Sau đó, con đực còn phải khoe mẽ bằng cách đập cánh thật mạnh và cong lên hạ xuống phần bụng tới hàng giờ đồng hồ, cho tới khi con cái đồng ý giao phối. Khi con cái đồng ý quan hệ, con đực dùng sừng hậu môn kẹp chặt lấy bụng con cái, kìm chặt bạn tình quan hệ từ 70-140 phút dù sau đó con cái có không muốn tiếp tục.
Trong quá trình giao phối, con đực sẽ tặng con cái món quà mà nó tiết ra từ tuyến nước bọt. Con đực tiếp tục giao phối trong khi con cái ăn. Cũng có nhiều con đực không tiết nước bọt nhưng vẫn bám chặt giao phối bất chấp con cái giãy giụa. Sừng hậu môn và ngàm của con đực rất chắc khỏe. Mặc dù con đực có quan hệ bạo lực thế nào, con cái vẫn có quyền quyết định chọn cha cho các con mình bằng cách chỉ đón nhận nhiều tinh trùng hơn từ các con đực có tặng quà.